# Liste der Mitglieder des Landtags von Baden-Württemberg (12. Wahlperiode)
Diese Liste gibt einen Überblick über alle Mitglieder des 12. baden-württembergischen Landtages (1996–2001) mit Fraktionszugehörigkeit, Wahlkreis und Stimmenanteil.
Der 12. Landtag wurde am 24. März 1996 gewählt. Die erste Plenarsitzung fand am 11. Juni 1996 statt, die letzte am 21. Februar 2001. Die Legislaturperiode dauerte vom 1. Juni 1996 bis zum 31. Mai 2001.

## Zusammensetzung des Landtags
Aus der Landtagswahl ging die CDU mit einem Stimmenanteil von 41,3 Prozent als stärkste Partei hervor, die SPD erhielt 25,1 Prozent, Bündnis 90/Die Grünen 12,1 Prozent, die FDP/DVP 9,6 Prozent und Die Republikaner (REP) 9,1 Prozent:
| Fraktion              | Sitze |
| --------------------- | ----- |
| CDU                   | 69    |
| SPD                   | 39    |
| Bündnis 90/Die Grünen | 19    |
| FDP/DVP               | 14    |
| REP                   | 14    |
| Gesamt                | 155   |

## Präsidium
Das Präsidium des 12. Landtags bestand aus 21 Mitgliedern. Präsident war Peter Straub (CDU). Seine beiden Stellvertreter waren Frieder Birzele (SPD) und Gerhard Weiser (CDU).

## Ausschüsse
Der Landtag hat in der 12. Wahlperiode elf Ausschüsse gebildet:
| Ausschuss                                       | Vorsitzender                                                         |
| ----------------------------------------------- | -------------------------------------------------------------------- |
| Ständiger Ausschuss                             | Willi Stächele, CDU Wolfgang Reinhart, CDU (ab 3. Dezember 1998)     |
| Finanzausschuss                                 | Dieter Puchta, SPD Herbert Moser, SPD (ab 12. Oktober 2000)          |
| Wirtschaftsausschuss                            | Gundolf Fleischer, CDU                                               |
| Innenausschuss                                  | Robert Ruder, CDU                                                    |
| Ausschuss für Schule, Jugend und Sport          | Peter Wintruff, SPD                                                  |
| Ausschuss für Umwelt und Verkehr                | Winfried Kretschmann, Grüne                                          |
| Sozialausschuss                                 | Hermann Mühlbeyer, CDU                                               |
| Ausschuss Ländlicher Raum und Landwirtschaft    | Ludger Reddemann, CDU                                                |
| Ausschuss für Wissenschaft, Forschung und Kunst | Ulrich Deuschle, REP                                                 |
| Petitionsausschuss                              | Hans Freudenberg, FDP/DVP Ewald Veigel, FDP/DVP (ab 20. Januar 1999) |
| Wahlprüfungsausschuss                           | Wolfgang Reinhart, CDU                                               |

Daneben bestanden das Gremium nach Art. 10 Grundgesetz und der Ausschuss nach Artikel 62 der Landesverfassung, der auch als Notparlament bezeichnet wird.

## Abgeordnete
| Name                      | Lebensdaten | Fraktion | Wahlkreis                    | Mandat                      | Anteil | Anmerkung                                                                       |
| ------------------------- | ----------- | -------- | ---------------------------- | --------------------------- | ------ | ------------------------------------------------------------------------------- |
| Wolfgang Bebber           | 1943        | SPD      | 19 Eppingen                  | Zweitmandat                 | 27,9 % |                                                                                 |
| Ernst Behringer           | 1942–2023   | CDU      | 70 Sigmaringen               | Direktmandat                | 52,5 % |                                                                                 |
| Birgitt Bender            | 1956        | Grüne    | 01 Stuttgart II              | Zweitmandat                 | 22,6 % |                                                                                 |
| Hans-Michael Bender       | 1943–2025   | CDU      | 28 Karlsruhe II              | Direktmandat                | 38,1 % |                                                                                 |
| Heiderose Berroth         | 1947–2022   | FDP/DVP  | 06 Leonberg                  | Zweitmandat                 | 11,2 % |                                                                                 |
| Dietrich Birk             | 1967        | CDU      | 10 Göppingen                 | Direktmandat                | 36,8 % |                                                                                 |
| Frieder Birzele           | 1940–2023   | SPD      | 10 Göppingen                 | Zweitmandat                 | 28,0 % |                                                                                 |
| Ingrid Blank              | 1954        | CDU      | 27 Karlsruhe I               | Direktmandat                | 36,6 % |                                                                                 |
| Gerhard Bloemecke         | 1936–2013   | CDU      | 36 Mannheim II               | Direktmandat                | 39,4 % |                                                                                 |
| Stephan Braun             | 1959        | SPD      | 05 Böblingen                 | Zweitmandat                 | 24,4 % |                                                                                 |
| Rainer Brechtken          | 1945        | SPD      | 15 Waiblingen                | Zweitmandat                 | 25,1 % |                                                                                 |
| Carla Bregenzer           | 1946        | SPD      | 08 Kirchheim unter Teck      | Zweitmandat                 | 26,1 % |                                                                                 |
| Carmina Brenner           | 1957        | CDU      | 45 Freudenstadt              | Direktmandat                | 44,7 % |                                                                                 |
| Ulrich Brinkmann          | 1942–2000   | SPD      | 48 Breisgau                  | Zweitmandat                 | 24,0 % | † 1. Dezember 2000 (Nachfolger: Hans Vogt)                                      |
| Johannes Buchter          | 1954        | Grüne    | 06 Leonberg                  | Zweitmandat                 | 13,8 % |                                                                                 |
| Walter Caroli             | 1942        | SPD      | 50 Lahr                      | Zweitmandat                 | 27,5 % |                                                                                 |
| Alfred Dagenbach          | 1947        | REP      | 20 Neckarsulm                | Zweitmandat                 | 13,2 % |                                                                                 |
| Ulrich Deuschle           | 1952        | REP      | 08 Kirchheim                 | Zweitmandat                 | 12,3 % |                                                                                 |
| Jörg Döpper               | 1942        | CDU      | 09 Nürtingen                 | Direktmandat                | 37,9 % |                                                                                 |
| Walter Döring             | 1954        | FDP/DVP  | 22 Schwäbisch Hall           | Zweitmandat                 | 19,7 % |                                                                                 |
| Richard Drautz            | 1953–2014   | FDP/DVP  | 19 Eppingen                  | Zweitmandat                 | 12,4 % |                                                                                 |
| Wolfgang Drexler          | 1946        | SPD      | 07 Esslingen am Neckar       | Zweitmandat                 | 28,1 % |                                                                                 |
| Egon Eigenthaler          | 1938        | REP      | 09 Nürtingen                 | Zweitmandat                 | 10,6 % |                                                                                 |
| Marianne Erdrich-Sommer   | 1952        | Grüne    | 08 Kirchheim                 | Zweitmandat                 | 11,5 % |                                                                                 |
| Beate Fauser              | 1949        | FDP/DVP  | 43 Calw                      | Zweitmandat                 | 10,3 % |                                                                                 |
| Günter Fischer            | 1941        | SPD      | 27 Karlsruhe I               | Zweitmandat                 | 27,2 % |                                                                                 |
| Gundolf Fleischer         | 1943        | CDU      | 48 Breisgau                  | Direktmandat                | 42,9 % |                                                                                 |
| Hans Freudenberg          | 1955        | FDP/DVP  | 39 Weinheim                  | Zweitmandat                 | 11,2 % | Mandat niedergelegt zum 11. Dezember 1998 (Nachfolgerin: Lieselotte Schweikert) |
| Horst Glück               | 1940–2004   | FDP/DVP  | 61 Hechingen-Münsingen       | Zweitmandat                 | 16,1 % |                                                                                 |
| Karl Göbel                | 1936–2017   | CDU      | 64 Ulm                       | Direktmandat                | 40,2 % |                                                                                 |
| Heinz Goll                | 1938        | SPD      | 32 Rastatt                   | Zweitmandat                 | 27,1 % |                                                                                 |
| Ingeborg Gräßle           | 1961        | CDU      | 24 Heidenheim                | Direktmandat                | 36,4 % |                                                                                 |
| Rosa Grünstein            | 1948        | SPD      | 40 Schwetzingen              | Nachrückerin im Zweitmandat | 32,6 % | eingetreten am 4. Januar 2000 als Nachfolgerin für Karl-Peter Wettstein         |
| Stephanie Günther         | 1966        | Grüne    | 48 Breisgau                  | Zweitmandat                 | 15,4 % |                                                                                 |
| Alfred Haas               | 1950        | CDU      | 49 Emmendingen               | Direktmandat                | 42,2 % |                                                                                 |
| Heinrich Haasis           | 1945        | CDU      | 63 Balingen                  | Direktmandat                | 47,2 % |                                                                                 |
| Reinhard Hackl            | 1960        | Grüne    | 05 Böblingen                 | Zweitmandat                 | 12,6 % | Mandat niedergelegt zum 15. Mai 2000 (Nachfolgerin: Marianne Jäger)             |
| Peter Hauk                | 1960        | CDU      | 38 Neckar-Odenwald           | Direktmandat                | 49,9 % |                                                                                 |
| Eduard Hauser             | 1928–2010   | REP      | 55 Tuttlingen-Donaueschingen | Zweitmandat                 | 7,5 %  |                                                                                 |
| Rudolf Hausmann           | 1954        | SPD      | 60 Reutlingen                | Zweitmandat                 | 23,1 % |                                                                                 |
| Ursula Haußmann           | 1953–2012   | SPD      | 26 Aalen                     | Nachrückerin im Zweitmandat | 30,8 % | eingetreten am 3. November 1997 als Nachfolgerin für Ulrich Pfeifle             |
| Karl Hehn                 | 1940        | CDU      | 21 Hohenlohe                 | Direktmandat                | 41,9 % |                                                                                 |
| Walter Heiler             | 1954        | SPD      | 29 Bruchsal                  | Zweitmandat                 | 25,7 % |                                                                                 |
| Hans Heinz                | 1951        | CDU      | 16 Schorndorf                | Direktmandat                | 36,0 % |                                                                                 |
| Michael Herbricht         | 1947        | REP      | 19 Eppingen                  | Zweitmandat                 | 12,7 % |                                                                                 |
| Klaus Herrmann            | 1959        | CDU      | 12 Ludwigsburg               | Direktmandat                | 35,5 % |                                                                                 |
| Dietrich Hildebrandt      | 1944–2015   | Grüne    | 34 Heidelberg                | Zweitmandat                 | 20,5 % |                                                                                 |
| Jürgen Hofer              | 1941        | FDP/DVP  | 16 Schorndorf                | Zweitmandat                 | 14,2 % |                                                                                 |
| Josef Huchler             | 1936–2007   | REP      | 66 Biberach                  | Zweitmandat                 | 10,9 % |                                                                                 |
| Michael Jacobi            | 1960        | Grüne    | 14 Bietigheim-Bissingen      | Zweitmandat                 | 15,2 % |                                                                                 |
| Marianne Jäger            | 1949        | Grüne    | 05 Böblingen                 | Zweitmandat                 | 12,6 % | eingetreten am 19. Mai 2000 als Nachfolgerin für Reinhard Hackl                 |
| Hans Georg Junginger      | 1943        | SPD      | 39 Weinheim                  | Zweitmandat                 | 28,4 % |                                                                                 |
| Christian Käs             | 1960–2015   | REP      | 53 Rottweil                  | Zweitmandat                 | 9,5 %  |                                                                                 |
| Ernst Keitel              | 1939–2014   | CDU      | 22 Schwäbisch Hall           | Direktmandat                | 30,6 % |                                                                                 |
| Helmut Kiefl              | 1942        | CDU      | 68 Wangen                    | Direktmandat                | 50,5 % |                                                                                 |
| Friedrich-Wilhelm Kiel    | 1934–2022   | FDP/DVP  | 15 Waiblingen                | Zweitmandat                 | 14,8 % |                                                                                 |
| Bernd Kielburger          | 1947        | SPD      | 44 Enz                       | Zweitmandat                 | 26,0 % |                                                                                 |
| Ekkehard Kiesswetter      | 1944        | FDP/DVP  | 02 Stuttgart II              | Zweitmandat                 | 14,9 % |                                                                                 |
| Birgit Kipfer             | 1943        | SPD      | 06 Leonberg                  | Zweitmandat                 | 23,0 % |                                                                                 |
| Dieter Kleinmann          | 1953        | FDP/DVP  | 53 Rottweil                  | Zweitmandat                 | 10,0 % |                                                                                 |
| Hagen Kluck               | 1943        | FDP/DVP  | 60 Reutlingen                | Zweitmandat                 | 10,7 % |                                                                                 |
| Eugen Klunzinger          | 1938        | CDU      | 05 Böblingen                 | Direktmandat                | 40,1 % |                                                                                 |
| Rudolf Köberle            | 1953        | CDU      | 69 Ravensburg                | Direktmandat                | 49,0 % |                                                                                 |
| Lothar König              | 1944        | REP      | 43 Calw                      | Zweitmandat                 | 13,1 % |                                                                                 |
| Winfried Kretschmann      | 1948        | Grüne    | 09 Nürtingen                 | Zweitmandat                 | 13,9 % |                                                                                 |
| Wolfram Krisch            | 1934        | REP      | 12 Ludwigsburg               | Zweitmandat                 | 11,8 % |                                                                                 |
| Fritz Kuhn                | 1955        | Grüne    | 02 Stuttgart II              | Zweitmandat                 | 17,0 % | Mandat niedergelegt zum 27. Juni 2000 (Nachfolger: Phillip Müller)              |
| Ursula Kuri               | 1935        | CDU      | 47 Freiburg II               | Direktmandat                | 30,5 % |                                                                                 |
| Rolf Kurz                 | 1935–2018   | CDU      | 15 Waiblingen                | Direktmandat                | 34,5 % |                                                                                 |
| Ursula Lazarus            | 1942        | CDU      | 33 Baden-Baden               | Direktmandat                | 49,0 % |                                                                                 |
| Johanna Lichy             | 1949        | CDU      | 18 Heilbronn                 | Direktmandat                | 35,8 % |                                                                                 |
| Manfred List              | 1936        | CDU      | 14 Bietigheim-Bissingen      | Direktmandat                | 37,4 % |                                                                                 |
| Eberhard Lorenz           | 1942        | SPD      | 64 Ulm                       | Zweitmandat                 | 25,8 % |                                                                                 |
| Stefan Mappus             | 1966        | CDU      | 42 Pforzheim                 | Direktmandat                | 41,0 % |                                                                                 |
| Ulrich Maurer             | 1948        | SPD      | 03 Stuttgart III             | Zweitmandat                 | 28,9 % |                                                                                 |
| Paul-Stefan Mauz          | 1960        | CDU      | 61 Hechingen-Münsingen       | Direktmandat                | 41,0 % |                                                                                 |
| Gerhard Mayer-Vorfelder   | 1933–2015   | CDU      | 02 Stuttgart II              | Direktmandat                | 33,7 % |                                                                                 |
| Gisela Meister-Scheufelen | 1956        | CDU      | 08 Kirchheim                 | Direktmandat                | 37,7 % | Mandat niedergelegt zum 31. März 2000 (Nachfolger: Dirk Ommeln)                 |
| Herbert Moser             | 1947        | SPD      | 55 Tuttlingen-Donaueschingen | Zweitmandat                 | 21,1 % |                                                                                 |
| Hermann Mühlbeyer         | 1939        | CDU      | 20 Neckarsulm                | Direktmandat                | 39,9 % |                                                                                 |
| Phillip Müller            | 1970        | Grüne    | 02 Stuttgart II              | Nachrücker im Zweitmandat   | 17,0 % | eingetreten am 19. Juli 2000 als Nachfolger für Fritz Kuhn                      |
| Ulrich Müller             | 1944        | CDU      | 67 Bodensee                  | Direktmandat                | 44,2 % |                                                                                 |
| Walter Müller             | 1943        | SPD      | 22 Schwäbisch Hall           | Zweitmandat                 | 24,8 % |                                                                                 |
| Max Nagel                 | 1949–2004   | SPD      | 35 Mannheim I                | Direktmandat                | 40,1 % |                                                                                 |
| Veronika Netzhammer       | 1952        | CDU      | 57 Singen                    | Direktmandat                | 44,9 % |                                                                                 |
| Ulrich Noll               | 1946–2011   | FDP/DVP  | 09 Nürtingen                 | Zweitmandat                 | 11,8 % |                                                                                 |
| Thomas Oelmayer           | 1954        | Grüne    | 64 Ulm                       | Zweitmandat                 | 15,5 % |                                                                                 |
| Günther Oettinger         | 1953        | CDU      | 13 Vaihingen                 | Direktmandat                | 39,6 % |                                                                                 |
| Dirk Ommeln               | 1968        | CDU      | 08 Kirchheim                 | Nachrücker im Direktmandat  | 37,7 % | eingetreten am 10. April 2000 als Nachfolger für Gisela Meister-Scheufelen      |
| Ulrich Pfeifle            | 1942        | SPD      | 26 Aalen                     | Zweitmandat                 | 30,8 % | Mandat niedergelegt am 31. Oktober 1997 (Nachfolgerin: Ursula Haußmann)         |
| Ernst Pfister             | 1947–2022   | FDP/DVP  | 55 Tuttlingen-Donaueschingen | Zweitmandat                 | 10,8 % |                                                                                 |
| Werner Pfisterer          | 1949        | CDU      | 34 Heidelberg                | Direktmandat                | 36,1 % |                                                                                 |
| Dieter Puchta             | 1950        | SPD      | 59 Waldshut                  | Zweitmandat                 | 26,2 % |                                                                                 |
| Klaus Rapp                | 1952        | REP      | 44 Enz                       | Zweitmandat                 | 15,4 % |                                                                                 |
| Renate Rastätter          | 1947        | Grüne    | 27 Karlsruhe I               | Zweitmandat                 | 17,1 % |                                                                                 |
| Helmut Rau                | 1950        | CDU      | 50 Lahr                      | Direktmandat                | 45,6 % |                                                                                 |
| Heribert Rech             | 1950        | CDU      | 29 Bruchsal                  | Direktmandat                | 46,9 % |                                                                                 |
| Ludger Reddemann          | 1938        | CDU      | 46 Freiburg I                | Direktmandat                | 38,9 % |                                                                                 |
| Julius Redling            | 1947        | SPD      | 54 Villingen-Schwenningen    | Zweitmandat                 | 22,7 % |                                                                                 |
| Peter Reinelt             | 1939–2010   | SPD      | 58 Lörrach                   | Zweitmandat                 | 32,3 % |                                                                                 |
| Wolfgang Reinhart         | 1956        | CDU      | 23 Main-Tauber               | Direktmandat                | 50,7 % |                                                                                 |
| Annemie Renz              | 1950–2003   | Grüne    | 60 Reutlingen                | Zweitmandat                 | 14,7 % |                                                                                 |
| Friedhelm Repnik          | 1949        | CDU      | 62 Tübingen                  | Direktmandat                | 35,2 % |                                                                                 |
| Wolfgang Rückert          | 1942        | CDU      | 06 Leonberg                  | Direktmandat                | 40,5 % |                                                                                 |
| Robert Ruder              | 1934–2015   | CDU      | 51 Offenburg                 | Direktmandat                | 47,8 % |                                                                                 |
| Christine Rudolf          | 1965        | SPD      | 14 Bietigheim-Bissingen      | Nachrückerin im Zweitmandat | 23,2 % | eingetreten am 5. Juni 1996 als Nachfolgerin für Harald B. Schäfer              |
| Dieter Salomon            | 1960        | Grüne    | 47 Freiburg II               | Zweitmandat                 | 24,9 % |                                                                                 |
| Günther Schäfer           | 1957        | Grüne    | 56 Konstanz                  | Zweitmandat                 | 18,9 % |                                                                                 |
| Harald B. Schäfer         | 1938–2013   | SPD      | 14 Bietigheim-Bissingen      | Zweitmandat                 | 23,2 % | Mandat niedergelegt am 4. Juni 1996 (Nachfolgerin: Christine Rudolf)            |
| Thomas Schäuble           | 1948–2013   | CDU      | 32 Rastatt                   | Direktmandat                | 47,9 % |                                                                                 |
| Hermann Schaufler         | 1947–2022   | CDU      | 60 Reutlingen                | Direktmandat                | 39,9 % |                                                                                 |
| Gerd Scheffold            | 1954        | CDU      | 66 Biberach                  | Direktmandat                | 52,9 % |                                                                                 |
| Stefan Scheffold          | 1959        | CDU      | 25 Schwäbisch Gmünd          | Direktmandat                | 44,2 % |                                                                                 |
| Winfried Scheuermann      | 1938        | CDU      | 44 Enz                       | Direktmandat                | 34,3 % |                                                                                 |
| Sabine Schlager           | 1953        | Grüne    | 62 Tübingen                  | Zweitmandat                 | 19,3 % |                                                                                 |
| Rolf Schlierer            | 1955        | REP      | 14 Bietigheim-Bissingen      | Zweitmandat                 | 11,9 % |                                                                                 |
| Nils Schmid               | 1973        | SPD      | 09 Nürtingen                 | Nachrücker im Zweitmandat   | 23,6 % | Nachfolger von Werner Weinmann                                                  |
| Roland Schmid             | 1956        | CDU      | 04 Stuttgart IV              | Direktmandat                | 34,6 % |                                                                                 |
| Claus Schmiedel           | 1951        | SPD      | 12 Ludwigsburg               | Zweitmandat                 | 25,5 % |                                                                                 |
| Alfred Schöffler          | 1929–2017   | SPD      | 20 Neckarsulm                | Zweitmandat                 | 28,5 % |                                                                                 |
| Alexander Schonath        | 1951        | REP      | 22 Schwäbisch Hall           | Zweitmandat                 | 12,3 % |                                                                                 |
| Franz Schuhmacher         | 1939        | CDU      | 55 Tuttlingen-Donaueschingen | Direktmandat                | 48,6 % |                                                                                 |
| Lieselotte Schweikert     | 1937–2020   | FDP/DVP  | 39 Weinheim                  | Nachrückerin im Zweitmandat | 11,2 % | eingetreten am 15. Dezember 1998 als Nachfolgerin für Hans Freudenberg          |
| Rosely Schweizer          | 1940        | CDU      | 17 Backnang                  | Direktmandat                | 34,0 % |                                                                                 |
| Hermann Seimetz           | 1938–2022   | CDU      | 11 Geislingen                | Direktmandat                | 39,2 % |                                                                                 |
| Rolf Seltenreich          | 1948        | SPD      | 36 Mannheim II               | Zweitmandat                 | 30,6 % |                                                                                 |
| Michael Sieber            | 1947        | CDU      | 37 Wiesloch                  | Direktmandat                | 43,3 % |                                                                                 |
| Helga Solinger            | 1939        | SPD      | 02 Stuttgart II              | Zweitmandat                 | 24,3 % |                                                                                 |
| Dieter Spöri              | 1943        | SPD      | 18 Heilbronn                 | Zweitmandat                 | 33,8 % |                                                                                 |
| Willi Stächele            | 1951        | CDU      | 52 Kehl                      | Direktmandat                | 49,9 % |                                                                                 |
| Wolfgang Staiger          | 1947–2023   | SPD      | 24 Heidenheim                | Zweitmandat                 | 29,6 % |                                                                                 |
| Eva Stanienda             | 1937        | CDU      | 01 Stuttgart I               | Direktmandat                | 31,9 % |                                                                                 |
| Hans-Jochem Steim         | 1942        | CDU      | 53 Rottweil                  | Direktmandat                | 45,8 % |                                                                                 |
| Gerhard Stolz             | 1946        | Grüne    | 28 Karlsruhe II              | Zweitmandat                 | 16,4 % |                                                                                 |
| Gerhard Stratthaus        | 1942        | CDU      | 40 Schwetzingen              | Direktmandat                | 41,6 % |                                                                                 |
| Peter Straub              | 1939        | CDU      | 59 Waldshut                  | Direktmandat                | 44,5 % |                                                                                 |
| Gerd Teßmer               | 1945        | SPD      | 38 Neckar-Odenwald           | Zweitmandat                 | 25,3 % |                                                                                 |
| Erwin Teufel              | 1939        | CDU      | 54 Villingen-Schwenningen    | Direktmandat                | 50,9 % |                                                                                 |
| Renate Thon               | 1949        | Grüne    | 44 Enz                       | Zweitmandat                 | 10,8 % |                                                                                 |
| Arnold Tölg               | 1934–2024   | CDU      | 43 Calw                      | Direktmandat                | 42,1 % |                                                                                 |
| Karl Traub                | 1941–2021   | CDU      | 65 Ehingen                   | Direktmandat                | 48,5 % |                                                                                 |
| Heinz Troll               | 1939–2020   | REP      | 29 Bruchsal                  | Zweitmandat                 | 11,8 % |                                                                                 |
| Klaus von Trotha          | 1938        | CDU      | 56 Konstanz                  | Direktmandat                | 40,8 % |                                                                                 |
| Ewald Veigel              | 1936        | FDP/DVP  | 44 Enz                       | Zweitmandat                 | 11,1 % |                                                                                 |
| Erwin Vetter              | 1937        | CDU      | 31 Ettlingen                 | Direktmandat                | 48,8 % |                                                                                 |
| Hans Vogt                 | 1951        | SPD      | 48 Breisgau                  | Nachrücker im Zweitmandat   | 24,0 % | eingetreten am 12. Dezember 2000 als Nachfolger für Ulrich Brinkmann            |
| Christa Vossschulte       | 1944        | CDU      | 07 Esslingen                 | Direktmandat                | 37,7 % |                                                                                 |
| Gustav Wabro              | 1933–2018   | CDU      | 26 Aalen                     | Direktmandat                | 46,4 % |                                                                                 |
| Georg Wacker              | 1962        | CDU      | 39 Weinheim                  | Direktmandat                | 39,4 % |                                                                                 |
| Jürgen Walter             | 1957        | Grüne    | 12 Ludwigsburg               | Zweitmandat                 | 14,8 % |                                                                                 |
| Gerd Weimer               | 1948        | SPD      | 62 Tübingen                  | Zweitmandat                 | 24,8 % |                                                                                 |
| Werner Weinmann           | 1935–1997   | SPD      | 09 Nürtingen                 | Zweitmandat                 | 23,6 % | † 13. Februar 1997 (Nachfolger: Nils Schmid)                                    |
| Gerhard Weiser            | 1931–2003   | CDU      | 41 Sinsheim                  | Direktmandat                | 42,2 % |                                                                                 |
| Karl-Peter Wettstein      | 1940–2013   | SPD      | 40 Schwetzingen              | Zweitmandat                 | 32,6 % | Mandat niedergelegt zum 3. Januar 2000 (Nachfolgerin: Rosa Grünstein)           |
| Franz Wieser              | 1941        | CDU      | 30 Bretten                   | Direktmandat                | 40,6 % |                                                                                 |
| Rolf Wilhelm              | 1956        | REP      | 61 Hechingen-Münsingen       | Zweitmandat                 | 10,1 % |                                                                                 |
| Clemens Winckler          | 1936–2014   | CDU      | 03 Stuttgart III             | Direktmandat                | 34,1 % |                                                                                 |
| Peter Wintruff            | 1940        | SPD      | 30 Bretten                   | Zweitmandat                 | 27,0 % |                                                                                 |
| Walter Witzel             | 1949        | Grüne    | 46 Freiburg I                | Zweitmandat                 | 23,0 % |                                                                                 |
| Marianne Wonnay           | 1952–2023   | SPD      | 49 Emmendingen               | Zweitmandat                 | 27,7 % |                                                                                 |
| Martin Zeiher             | 1952–2019   | CDU      | 58 Lörrach                   | Direktmandat                | 36,9 % |                                                                                 |
| Norbert Zeller            | 1950        | SPD      | 67 Bodensee                  | Zweitmandat                 | 21,3 % |                                                                                 |
| Gerd Zimmermann           | 1947        | CDU      | 19 Eppingen                  | Direktmandat                | 35,5 % |                                                                                 |